# Rozbitek
Rozbitek (prononciation : [rɔzˈbitɛk]) est un village polonais de la gmina de Kwilcz dans le powiat de Międzychód de la voïvodie de Grande-Pologne dans le centre-ouest de la Pologne.
Il se situe à environ 2 kilomètres à l'ouest de Kwilcz (siège de la gmina), 13 kilomètres à l'est de Międzychód (siège du powiat), et à 61 kilomètres à l'ouest de Poznań (capitale de la Grande-Pologne).

## Histoire
De 1975 à 1998, le village faisait partie du territoire de la voïvodie de Poznań.

Depuis 1999, Rozbitek est situé dans la voïvodie de Grande-Pologne.
Le château de Rosbitek se trouve près du village (XIXe siècle).
Le village possède une population de 220 habitants en 2009.